# Jaroslav Soemisjevski
Jaroslav Aleksandrovitsj Soemisjevski (Ярослав Александрович Сумишевский) (18 oktober 1983, Sjachtjorsk, oblast Sachalin) is een Russische popzanger, oprichter en vaste gastheer van het internetproject "Narodny Machor" en deelnemer aan de Pervyj kanal-show "Tri akordy" (2018).
Soemisjevski begon zijn muzikale loopbaan op de  muziekschool waar hij bajan leerde spelen. Na zijn middelbare school school ging hij naar het naburige Joezjno-Sachalinsk, waar hij aan de kunstacademie koordirectie studeerde. 
Hij studeerde vervolgens in Moskou waar hij in 2009 aan de vocale afdeling van de Moskouse Staatsuniversiteit voor Cultuur en Kunst afstudeerde.
Bekendheid kreeg hij na deelname aan het muzikale televisieproject "Hallo, Jurmala!" in 2009, waar hij de publieksprijs kreeg. Op internet kreeg hij bekendheid met filmen van 'practical jokes'
In 2011 werd de eerste officiële video van de zanger voor het nummer 'Ptitsa-ljoebov' opgenomen. Twee jaar later werd het "Narodny Machor"-project opgericht. Vanaf 2018 werd hij regelmatig als presentator van grote muziekshows gevraagd waaronder in het Staatspaleis van het Kremlin.